# Trianthema
Trianthema és un gènere de plantes suculentes dins la família de les aïzoàcies. Són plantes anuals o perennes normalment amb fulles carnoses desiguals i una forma de creixement prostrada. El gènere té unes vint espècies de distribució tropical i subtropical. Una de les seves espècies,Trianthema portulacastrum, és freqüent com a mala herba en agricultura.

## Algunes espècies
- Trianthema portulacastrum L. – Desert Horse Purslane[2]
- Trianthema triquetra Willd.[3]

### Anteriorment ubicades en aquest gènere
- Zaleya decandra (L.) Burm.f. (com T. decandra L.)
- Zaleya galericulata (Melville) H.Eichler (com T. galericulata Melville)
- Zaleya pentandra (L.) C.Jeffrey (com T. pentandra L.)[3]